# Фігейра-де-Каштелу-Родригу
Фіге́йра-де-Каште́лу-Родригу (порт. Figueira de Castelo Rodrigo; МФА: [fi.ˈgɐj.ɾɐ dɨ kɐʃ.ˈte.ɫu ʁu.ˈdɾi.gu], Фіге́йра-ди-Каште́лу-Рудрі́гу) — муніципалітет і містечко в Португалії, в окрузі Гуарда. Розташований у східній частині країни, на теренах історичної португальської провінції Бейра. Належить до Гуардської діоцезії Католицької церкви в Португалії. Права міського самоврядування має з 1209 року. Поділяється на 10 парафій. За адміністративним поділом, чинним до 1976 року, був складовою провінції Верхня Бейра. Площа муніципалітету — 508,58 км², населення муніципалітету — 6260 ос. (2011); густота населення — 12,31 осіб/км²
. Патрон — Діва Марія. Святковий день муніципалітету — 7 липня. Поштовий індекс — 6440.  Код місцевої адміністративної одиниці — 0904. Складова статистичного регіону Центр.

## Назва
- Фігейра-де-Каштелу-Родригу (порт. Figueira de Castelo Rodrigo, стара орфографія: порт. Figueira de Castello Rodrigo)

## Географія
Фігейра-де-Каштелу-Родригу розташована на північному сході Португалії, на північному сході округу Гуарда, на португальсько-іспанському кордоні.
Фігейра-де-Каштелу-Родригу межує на півночі з муніципалітетом Фрейшу-де-Ешпада-а-Сінта, на сході — з Іспанією, на півдні — з муніципалітетом Алмейда, на південному заході — з муніципалітетом Піньєл, на північному заході — з муніципалітетом Віла-Нова-де-Фош-Коа.
Територією муніципалітету протікає річка Агеда.

## Історія
1209 року португальський король Саншу I надав Фігейрі форал, яким визнав за поселенням статус містечка та муніципальні самоврядні права.

## Населення
| Кількість мешканців | Кількість мешканців | Кількість мешканців | Кількість мешканців | Кількість мешканців | Кількість мешканців | Кількість мешканців | Кількість мешканців | Кількість мешканців | Кількість мешканців | Кількість мешканців | Кількість мешканців | Кількість мешканців | Кількість мешканців | Кількість мешканців |
| ------------------- | ------------------- | ------------------- | ------------------- | ------------------- | ------------------- | ------------------- | ------------------- | ------------------- | ------------------- | ------------------- | ------------------- | ------------------- | ------------------- | ------------------- |
| 1864                | 1878                | 1890                | 1900                | 1911                | 1920                | 1930                | 1940                | 1950                | 1960                | 1970                | 1981                | 1991                | 2001                | 2011                |
| 12 180              | 13 242              | 14 674              | 14 716              | 15 609              | 13 741              | 13 339              | 14 591              | 14 912              | 13 237              | 8 800               | 9 140               | 8 105               | 7 158               | 6 260               |